# Тиберий Клавдий Квинтиан
Луций Тиберий Клавдий Аврелий Квинтиан Помпеян (на латински: Lucius Tiberius Claudius Aurellius Quintianus Pompeianus?) е политик и сенатор на Римската империя през 3 век.

## Биография
Произлиза от Антиохия в Сирия и е правнук по майчина линия на Луций Вер. Той е син на Луций Аврелий Комод Помпеян (консул 209 г.) и брат на Луций Тиберий Клавдий Помпеян (консул 231 г.).
Квинтиан е през 221/222 г. triumvir monetalis, квестор през 228 и през 233 г. претор. През 235 г. е консул заедно с Гней Клавдий Север. Той е също и понтифекс.